# حي الجزيرة
حي الجزيرة هو أحد أفضل أحياء العاصمة السعودية الرياض، ويتبع بلدية السلي. يقع الحي في شرق الرياض وتحديداً على طريق الدائري الشرقي بين مخرج 15 ومخرج 17.
يعد حي الجزيرة من الاحياء السكنية لذلك لايوجد داخل الحي محلات تجارية ويعتبر الحي من الاحياء القليلة التي تقع مباشرة على الدائري الشرقي

## الشوارع الرئيسية
يحد حي الجزيرة:
- من الشمال: طريق الأمير سعد بن عبد الرحمن (الأول).
- ومن الشرق: شارع هارون الرشيد.
- ومن الجنوب: شارع ابن العميد.
- ومن الغرب: طريق الدائري الشرقي.

كما يتخلل الحي شوارع رئيسية هي:
- طريق أبو عبيدة عامر بن الجراح.
- شارع رقم 2.
- الشارع السادس.
- شارع رقم 7.
- شارع رقم 14.
- الشارع الثاني

## مساجد وجوامع

جامع الراجحي بحي الجزيرة بالرياض

- جامع الراجحي: الواقع في طريق الدائري الشرقي (مخرج 15)، يعتبر جامع الراجحي في حي الجزيرة بالرياض ثالث أكبر مسجد في السعودية بعد الحرمين الشريفين في مكة المكرمة والمدينة المنورة
- جامع الحبيش

## أماكن الترفيه
- ساحة العروض بحي الجزيرة: افتتحت عام 1436 هـ وهي تابعة لأمانة منطقة الرياض تقع على طريق أبو عبيدة عامر بن الجراح واستضافت مهرجان الزهور والعديد من المهرجانات الترفيهية لأهالي مدينة الرياض.
- ساحة الملاعب بحي الجزيرة: تقع على شارع هارون الرشيد وتضم ملعبي كرة قدم وملعب لكرة السلة وملعب لكرة الطائرة.
- حديقة هارون الرشيد بالجزيرة: تقع على شارع هارون الرشيد وتضم مسطحات خضراء وألعاب للأطفال.

## مجمعات تجارية
- شرق بلازا: يضم العديد من المطاعم ويضم سوبر ماركت بنده ويقع على طريق الأمير سعد بن عبد الرحمن (الأول).
- الرياض أوت لت مول: هو أول مركز تسوق يعرض أهم الماركات بأقل الأسعار في الرياض ويقع على طريق الدائري الشرقي.
- سوق شرق: يتوفر فيه العديد من محلات المفروشات والسجاد ويقع على طريق الدائري الشرقي.
- مرجان السعودية: يقع على طريق الأمير سعد بن عبد الرحمن (الأول) وهو مركز تجاري لبيع الملابس.
- مركز سانيه: يقع على طريق الدائري الشرقي بجانب جامع الراجحي ويضم مجمع من المحلات التجارية.
- الصالة الإقتصادية: أحد أهم مراكز البيع بالتجزئة في المملكة العربية السعودية.

## مدارس حكومية
- مدرسة هشام بن حكيم الابتدائية (بنين).
- مدرسة ربيعة بن سلمة الابتدائية (بنين).
- مدرسة حمد الجاسر المتوسطة (بنين).
- مدرسة جعفر بن الزبير المتوسطة (بنين).
- مدرسة الأندلس الثانوية (بنين).
- مدرسة الأمير محمد بن سعود الكبير الثانوية (بنين).
- الثانوية 109 (بنات).
- المتوسطة 183 (بنات).
- المتوسطه 130 (بنات).
- الثانوية 137 (بنات).
- المتوسطة 207 (بنات).
- الابتدائية 389 (بنات).